# Touranisme hongrois
Le touranisme hongrois (en hongrois Turánizmus / Turanizmus) est un phénomène diversifié qui s'articule autour d'une identification ou d'une association de l'histoire hongroise et des peuples ayant une histoire avec des peuples d'Asie centrale, d'Asie intérieure ou de la région de l'Oural. Il inclut de nombreuses conceptions différentes et a servi de principe directeur à de nombreux mouvements politiques. C'était surtout dans la seconde moitié du XIXe siècle et dans la première moitié du XXe siècle. Il est lié au concept de Touranisme.
La tradition historique nobiliaire hongroise considérait les peuples turcs comme les plus proches parents des Hongrois. Cette tradition a été préservée dans les chroniques médiévales (telles que Gesta Hungarorum et Gesta Hunnorum et Hungarorum, le chronographe Pictum et Chronica Hungarorum de Johannes de Thurocz) dès le XIIIe siècle. Selon Chronica Hungarorum, les Hongrois sont des descendants des Huns et sont originaires des régions asiatiques de la Scythie, et les Turcs partagent avec eux cette origine scythique. Cette tradition a servi de point de départ à la recherche scientifique sur l'ethnogenèse du peuple hongrois, qui a débuté au XVIIIe siècle, en Hongrie et à l'étranger. Sándor Kőrösi Csoma (l'écrivain du premier dictionnaire tibétain-anglais) s'est rendu en Asie, convaincu de pouvoir retrouver la parenté des Magyars au Turkestan, chez les Ouïghours. Avant la conquête hongroise du bassin des Carpates, les Hongrois étaient semi-nomades et leur culture était semblable à celle des autres peuples des steppes. La plupart des scientifiques présument que les anciens conquérants hongrois ont acquis une patrie ouralienne (principalement pour des motifs linguistiques généalogiques et sur la base de recherches génétiques effectuées sur un nombre limité d'anciens squelettes découverts dans des tombes dès l'âge de la conquête). Les tribus proto-hongroises vivaient dans la zone de steppe de la forêt eurasienne. Ces anciens ancêtres des Hongrois et leurs relations avec d’autres peuples nomades équestres ont été et sont toujours un sujet de recherche. En tant que mouvement scientifique, le turanisme s’intéresse à la recherche sur les cultures asiatiques dans le contexte de l’histoire et de la culture hongroises. Il était incarné et représenté par de nombreux chercheurs partageant les mêmes prémices (origine asiatique des Hongrois et leur parenté avec les peuples asiatiques) et parvenant à des conclusions identiques ou très similaires. Le turanisme a joué un rôle moteur dans le développement des sciences sociales hongroises, notamment de la linguistique, de l'archéologie et de l'orientalisme.
Le touranisme politique est né au XIXe siècle, en réponse à l'influence croissante du pangermanisme et du panslavisme, considérés par les Hongrois comme très dangereux pour la nation, et de l'état de Hongrie, car le pays comptait de grandes populations allemandes et slaves. Cette idéologie politique trouve son origine dans les travaux du nationaliste et linguiste finlandais Matthias Alexander Castrén, qui a défendu l'idéologie du pan-touranisme - la conviction de l'unité raciale et de la grandeur future des peuples ouralo-altaïques. Il a conclu que les Finlandais étaient originaires d'Asie centrale et, loin d'être un petit peuple isolé, ils faisaient partie d'une communauté plus large comprenant des peuples tels que les Magyars, les Turcs et les Mongols, etc.
Le Turanisme politique était un mouvement nationaliste romantique, qui insistait sur l'importance d'une ascendance commune et d'affinités culturelles entre les Hongrois et les peuples du Caucase et de l'Asie centrale et intérieure, tels que les Turcs, les Mongols, les Parsis, etc. Il appelait à une collaboration plus étroite et à une alliance politique. entre eux et la Hongrie, afin de défendre et de promouvoir des intérêts communs et de contrer les menaces posées par les politiques des grandes puissances européennes. L'idée d'une "fraternité et d'une collaboration touraniennes" a été empruntée au concept pan-slave de "fraternité et de collaboration slaves".
Après la Première Guerre mondiale, le touranisme politique a joué un rôle dans la formation des idéologies d'extrême droite hongroises en raison de sa nature nationaliste ethnique. Il commença à porter des sentiments anti-juifs et à montrer "l'existence et la supériorité d'une race hongroise unifiée". Néanmoins, Andrew C. Janos affirme que le rôle du Touranisme dans le développement des idéologies d'extrême droite dans l'entre-deux-guerres a été négligeable.